# Team Worldofbike.Gr/Saison 2011
Dieser Artikel listet Erfolge und Fahrer des Radsportteams Worldofbike.Gr in der Saison 2011 auf.

## Erfolge in der Europe Tour
| Datum       | Rennen                       | Kat. | Fahrer         |
| ----------- | ---------------------------- | ---- | -------------- |
| 26.–29. Mai | Gesamtwertung Tour of Trakya | 2.2  | Andreas Keuser |

## Abgänge – Zugänge
| Zugänge                              | Team 2010                           | Abgänge                        | Team 2011                 |
| ------------------------------------ | ----------------------------------- | ------------------------------ | ------------------------- |
| Geoffrey Coupé                       | Palmans-Cras                        | Alexander Labbe                | Colba-Mercury             |
| Jean Zen                             | Palmans-Cras                        | Dimitris Polydoropoulos        | SP Tableware              |
| Marcin Wolski                        | Romet Weltour Debiça                | Dirk Finders                   | Team Eddy Merckx-Indeland |
| Bastien Delrot                       | Team NetApp                         | Wim Van Huffel                 | Karriereende              |
| Sven Renders                         | Verandas Willems                    | Mitchel Boet                   | Unbekannt                 |
| Panagiotis Exarchopoulos             | Team Worldofbike.Gr (2009)          | Dimitrios Gkaliouris           | Unbekannt                 |
| Cédric Deleuze                       | Neoprofi                            | Panagiotis Keloglou            | Unbekannt                 |
| Christos Katrakis                    | Neoprofi                            | Kimon Tzannis                  | Unbekannt                 |
| Christos Kipouros                    | Neoprofi                            | Wim Van Moer                   | Unbekannt                 |
| Bassirou Konté                       | Neoprofi                            | Jasper Verberckmoes            | Unbekannt                 |
| Nikolaos Nomikos                     | Neoprofi                            | Geoffrey Coupé (bis 31.07)     | Unbekannt                 |
| Dominik Oborski                      | Neoprofi                            | Bastien Delrot (bis 31.07)     | Unbekannt                 |
| Rodrigo Mendieta (ab 1. März)        | Neoprofi                            | Bassirou Konté (bis 31.07)     | Unbekannt                 |
| Georgios Stamatopoulos (ab 1. März)  | Palmans-Cras (2009)                 | Dominik Oborski (bis 31. Juli) | Unbekannt                 |
| Kenny Van Der Schueren (ab 1. April) | Neoprofi                            | Ioannis Polyzos (bis 31. Juli) | Unbekannt                 |
| Marc Weisshaupt (ab 1. Mai)          | Elk Haus-Simplon (2007)             | Marcin Wolski (bis 31. Juli)   | Unbekannt                 |
| Matthew Bishop (ab 1. Mai)           | Neoprofi                            | Jean Zen (bis 31. Juli)        | Unbekannt                 |
| Alexander Smyth (ab 1. Mai)          | Neoprofi                            |                                |                           |
| Andrew Ydens (ab 1. August)          | Josan Isorex Mercedes Benz Aalst-CT |                                |                           |

## Mannschaft
| Name                     | Geburtstag        | Nationalität |
| ------------------------ | ----------------- | ------------ |
| Matthew Bishop           | 30. Oktober 1987  | Australien   |
| Cédric Deleuze           | 2. November 1979  | Belgien      |
| Panagiotis Exarchopoulos | 28. März 1975     | Griechenland |
| Petros Gkazonis          | 30. Juni 1990     | Griechenland |
| Christos Katrakis        | 11. November 1984 | Griechenland |
| Andreas Keuser           | 14. April 1974    | Deutschland  |
| Christos Kipouros        | 6. Oktober 1971   | Griechenland |
| Ioannis Mariolas         | 20. Dezember 1986 | Griechenland |
| Rodrigo Mendieta         | 1. Januar 1979    | Argentinien  |
| Nikolaos Nomikos         | 8. Mai 1977       | Griechenland |
| Orestis Raptis           | 11. Juli 1990     | Griechenland |
| Sven Renders             | 12. August 1981   | Belgien      |
| Alexander Smyth          | 10. Dezember 1988 | Australien   |
| Georgios Stamatopoulos   | 27. Oktober 1988  | Griechenland |
| Kenny Van Der Schueren   | 20. Juli 1982     | Belgien      |
| Glenn Vandemaele         | 6. September 1990 | Belgien      |
| Marc Weisshaupt          | 7. Juli 1970      | Deutschland  |
| Andrew Ydens             | 23. August 1989   | Belgien      |